# Moviemistakes.com
Moviemistakes.com est un site web créé par Jon Sandys en 1996 dont le but premier est de répertorier les erreurs trouvées dans les films et à la télévision; il inclut aussi des sections « anecdotes », « répliques, » « œufs de pâques » et « bandes-annonces ». En date du 15 décembre 2011, il contenait plus de 95 000 erreurs et plus 384 membres payants et 23 250 membres non-payants. Le site classe les erreurs en huit catégories: continuité, erreurs factuelles, erreurs qui révèlent le procédé de tournage, équipements ou membres de l'équipe de tournage visibles, erreurs dans l'intrigue, erreurs audio, « erreurs » délibérées et erreurs des personnages.

## Histoire
Jon Sandys se découvrit un intérêt pour les erreurs dans les films à l'époque où il fréquentait la Royal Grammar School de Guildford, au Royaume-Uni, après avoir découvert des erreurs dans Jurassic Park et True Lies.
Le site MovieMistakes vit le jour en 1996 et consista alors en une simple page avec quelques erreurs et une adresse de courriel. Sandys entra à l'Université de Southampton, où il opéra le site sur le serveur de l'université. En 1998, le Times publia un article sur les erreurs cinématographiques, incluant l'adresse du site web, ce qui augmenta son trafic de façon considérable. En 1999, le site dépassa les capacités du serveur de l'Université et déménagea sur un autre serveur. Sandys investit alors un peu d'argent dans la promotion et vendit de l'espace publicitaire.
Le 9 avril 2001, le site reçu une importante augmentation du nombre de visiteurs lorsque le Daily Mirror publia un article sur les erreurs dans le film Gladiateur. le même jour, Sandys fut contacté par la populaire émission matinale britannique The Big Breakfast et fut invité à l'émission pour discuter du sujet, ce qui devint une capsule hebdomadaire jusqu'à son annulation. Cet publicité emporta son lot d'invitations à des entrevues et plus d'intérêt envers le site web, l'augmentation du trafic causant une panne temporaire alors que Sandys dut augmenter la capacité du serveur pour répondre à la demande. Cette situation permit à Sandys de commencer à travailler à plein temps sur le site.
En 2003, le site recevait en moyenne 25 000 visiteurs par jour avec un record à 100 000 visiteurs en décembre 2003 lorsqu'un article sur les erreurs dans le film Le Seigneur des anneaux : Le Retour du roi fut publié sur Slashdot, faisant tomber le serveur en panne. Une mise à jour du serveur fut initée en janvier 2005, lorsque la liste des meilleures erreurs de 2004 fut copiée par plusieurs médias, attirant un nombre record de 150 000 visiteurs sur le site.
Le site fut commenté par plusieurs cinéastes, en particulier par Peter Jackson et Gore Verbinski.

## Projets connexes
Depuis 2002, Jon Sandys a écrit sept livres sur le sujet, soit cinq sur les erreurs cinématographiques, un sur les anecdotes cinématographiques et un autre sur les erreurs dans les émissions de télévision. En mai 2006, il commença le premier d'une série de sites reliés, BookMistakes.com, suivi par GameMistakes.com en mars 2007. Il est aussi le cofondateur de RuinedEndings.com, qui donne des résumés détaillés de l'intrigue des films. En mai 2008, Sandys créa PolltheOtherOne.com, un site où les internautes sont capables de voir, créer et voter sur le sujet de leur choix.
Sandys a aussi servi en tant que consultant sur la série télévisée britannique Movie Mistakes Uncovered.